# Ján Húska
Ján Húska (* 5. června 1949, Važec) je bývalý slovenský biatlonista.

## Lyžařská kariéra
Na XI. ZOH v Sapporu skončil v závodě štafet na 4× 7,5 km na 12. místě. V roce 1969 skončil na druhém místě na mistrovství Československa juniorů, na dvanáctém místě v závodě jednotlivců a na čtvrtém místě v závodě štafet na mistrovství světa juniorů v Zakopaném. V roce 1970 se stal mistrem Československa ve vytrvalostním závodě a na mistrovství světa juniorů v Östersundu skončil se štafetou na čtvrtém místě.